# Gloria (film, 1999)
Pour les articles homonymes, voir Gloria.
Pour plus de détails, voir Fiche technique et Distribution.
Gloria est un film américain réalisé par Sidney Lumet et sorti en 1999. Il s'agit d'un remake du film homonyme de John Cassavetes sorti en 1980.

## Synopsis
Gloria Swenson vient de passer trois ans en prison en Floride pour un délit commis par son petit ami Kevin, un membre d'une section mafieuse de New York, qu'elle n'a pas voulu dénoncer. À sa sortie, affectée par la vie en prison et frustrée qu'il ne soit pas venu la voir une seule fois, elle décide de rompre. Lorsqu'elle retrouve le gang qui occupe son appartement de New York, elle s'aperçoit de la présence d'un garçon, Nicky Nunez. Gloria surprend une discussion et découvre que l'enfant est menacé. Redoutant qu'il soit abattu, elle braque les membres du gang pour fuir avec lui. Ils découvrent alors que les parents de l'enfant ont été tués. Il s'agissait pour le gang de tenter de récupérer une disquette contenant des archives des contacts de l'organisation. Celle-ci avait été confiée par son père à l'enfant qui a pu fuir brièvement l'appartement familial, juste avant le meurtre. C'est le début d'une fuite à deux pour échapper à une traque redoutable. Gloria découvre peu à peu en elle des instincts maternels qui s'affirment graduellement.

## Fiche technique
Sauf indication contraire, les informations mentionnées dans cette section peuvent être confirmées par la base de données cinématographiques IMDb,  présente dans la section « Liens externes ».
- Titre original et français : Gloria
- Réalisation : Sidney Lumet
- Scénario : Steve Antin, d'après le scénario original de John Cassavetes
- Musique : Howard Shore
- Directeur de la photographie : David Watkin
- Décors : [chef décorateur]
- Costumes : [costumier]
- Montage : Tom Swartwout
- Production : Lee Rich et Gary Foster (nl)

Producteurs délégués : Chuck Binder et G. Mac Brown
Producteurs associés : Amberwren Briskey-Cohen et Donald J. Lee Jr.
Coproductrice : Josie Rosen
- Sociétés de production : Columbia Pictures, Eagle Point Production et Mandalay Entertainment
- Sociétés de distribution : Columbia Pictures (États-Unis), Columbia TriStar Films (France)
- Budget : 30 millions de dollars[1]
- Pays de production :  États-Unis
- Langue originale : anglais
- Format : couleur
- Genre : drame, thriller, crime, néo-noir
- Durée : 109 minutes
- Dates de sortie[2] :
  - États-Unis : 22 janvier 1999
  - France : 14 avril 1999
- Classification[3] :
  - États-Unis : R
  - France : tous publics

## Distribution
- Sharon Stone (VF : Micky Sébastian) : Gloria Swenson
- Jean-Luke Figueroa (it) (VF : Paul Nivet) : Nicky Nunez
- Jeremy Northam (VF : Bernard Gabay) : Kevin
- Cathy Moriarty : Diane
- George C. Scott (VF : André Valmy) : Ruby
- Mike Starr : Sean
- Bonnie Bedelia : Brenda
- Barry McEvoy (en) : Terry
- Don Billett : Raymond
- Jerry Dean : Mickey
- Tony DiBenedetto : Zach
- Teddy Atlas : Ian
- Bobby Cannavale : Jack
- Sarita Choudhury : Angela
- Míriam Colón : Maria
- Antonia Rey : une résidente

## Production
Le tournage a lieu à New York d'octobre à décembre 1997. Le film marque la dernière apparition au cinéma de George C. Scott, décédé en décembre 1999.

## Accueil

### Critique
Le film reçoit des critiques globalement négatives. Sur l'agrégateur américain Rotten Tomatoes, il ne récolte que 14% d'opinions favorables pour 29 critiques et une note moyenne de 4,2⁄10. Sur Metacritic, il obtient une note moyenne de 26⁄100 pour 19 critiques.
En France, le film obtient une note moyenne de 2,5⁄5 sur le site AlloCiné, qui recense 11 titres de presse.

### Box-office
Le film est un échec au box-office. Produit pour 30 millions de dollars, il ne récolte que 4 millions de dollars sur le sol américain.
| Pays ou région    | Box-office     | Date d'arrêt du box-office | Nombre de semaines |
| ----------------- | -------------- | -------------------------- | ------------------ |
| États-Unis Canada | 4 197 729 $    | 4 février 2000             | 2                  |
| France            | 44 749 entrées |                            | -                  |
| Total mondial     | n/a            | -                          | -                  |